# Premio Rachel Carson (premio ambientalista)
El Premio Rachel Carson (Rachel Carson-prisen) es un premio ambiental internacional, establecido en Stavanger, Noruega en 1991 para conmemorar los logros de la ambientalista Rachel Carson y premiar los esfuerzos en honor a ella. El premio se otorga a una mujer que se haya distinguido por un trabajo destacado a favor del medio ambiente ya sea en Noruega o a nivel internacional.
El premio se creó espontáneamente durante una reunión de 1989 en Stavanger, por iniciativa de la portavoz Berit Ås. El premio consiste en una cantidad de dinero asímcomo la escultura El Cormorán de la artista Irma Bruun Hodne.

## Premiadas
- 1991: Sidsel Mørck, escritora y activista noruego
- 1993: Bergljot Børresen, veterinaria noruego
- 1995: Anne Grieg, psiquiatra noruega
- 1997: Berit Ås, feminista noruega y profesora de psicología social
- 1999: Theo Colborn, zoólogo estadounidense
- 2001: Renate Künast, ministra federal alemana de Protección del Consumidor, Alimentación y Agricultura
- 2003: Åshild Dale, agricultora noruega
- 2005: Malin Falkenmark, profesora sueca de hidrología
- 2007: Sheila Watt-Cloutier, activista climática inuit canadiense [4]
- 2009: Marie-Monique Robin, periodista francesa
- 2011: Marilyn Mehlmann, ambientalista y escritora sueca [5]
- 2013: Sam Fanshawe, conservacionista marino británico
- 2015: Mozhgan Savabieasfahani, toxicólogo ambiental iraní [6]
- 2016: Gabrielle Hecht
- 2017: Sylvia Earle [7]
- 2019: Greta Thunberg, activista climática sueca
- 2021: Maja Lunde, escritora noruega